# Puilja
Puilja är en ort i Mexiko.   Den ligger i kommunen Oxchuc och delstaten Chiapas, i den sydöstra delen av landet, 800 km öster om huvudstaden Mexico City. Puilja ligger 1 756 meter över havet och antalet invånare är 527.
Terrängen runt Puilja är huvudsakligen kuperad, men österut är den bergig. Runt Puilja är det ganska tätbefolkat, med 75 invånare per kvadratkilometer. Närmaste större samhälle är Oxchuc, 10,7 km väster om Puilja. I omgivningarna runt Puilja växer i huvudsak städsegrön lövskog.